# Mooca (barrio de São Paulo)
Mooca es un barrio de la zona sudeste de la ciudad de São Paulo, Brasil. El barrio está situado en el distrito homónimo y pertenece a la subprefectura homónima. Ocupa uma pequeña franja entre la Avenida Alcântara Machado (Radial Leste), la rúa Taquari, la Avenida Paes de Barros, la rúa Fernando Falcão y la rúa Siqueira Bueno. En este barrio se ubica la sede de la subprefectura de Mooca u el campus de la Universidad São Judas Tadeu.